# Mount Mankinen
Mount Mankinen är ett berg i Antarktis. Det ligger i Östantarktis. Nya Zeeland gör anspråk på området. Toppen på Mount Mankinen är 2 910 meter över havet, eller 294 meter över den omgivande terrängen. Bredden vid basen är 1,2 km.
Terrängen runt Mount Mankinen är bergig västerut, men österut är den kuperad. Trakten är obefolkad. Det finns inga samhällen i närheten.